# Mike Garson
Pour les articles homonymes, voir Garson.
Michael David Garson,  né le 29 juillet 1945 à New-York) est un pianiste de jazz et de rock américain. Diplômé en musique du Brooklyn College en 1970, Garson a accompagné David Bowie sur scène et sur disque durant de très nombreuses années à partir du début de la décennie 1970. 

## Biographie
En 1971, Mike joue sur l'album de Paul Bley et Annette Peacock, Revenge: The Bigger The Love The Greater The Hate, il est pianiste sur deux chansons. Il a également été remarqué par David Bowie lorsqu'il a joué sur l'album I'm the One (1972) de Annette Peacock. Bowie a demandé à celle-ci de le rejoindre pour une tournée. Annette Peacock a refusé, mais Garson a alors commencé une relation de travail durable avec Bowie.
Après la tournée, Garson apparut sur plusieurs albums de David à partir de 1973 : Aladdin Sane (1973), Pin Ups (1973), Diamond Dogs (1974), David Live (1974), Young Americans (1975) ainsi que Ziggy Stardust: The Motion Picture (1983), Black Tie White Noise (1993) où il n'apparaît que sur une seule chanson et The Buddha of Suburbia (1993) où il joue le piano sur deux chansons. On le retrouve ensuite sur le live Santa Monica '72 sortit en 1995, juste avant Outside sortit la même année. Puis sur Earthling (1997) et sur la compilation Bowie at the Beeb en 2000 et Reality (2003). Et finalement pour la réédition de l'album 'hours...' en 2004 sur lequel il joue sur des chansons bonus, on l'entend et on le voit aussi sur l'album CD/DVD VH1 Storytellers produit en 2009, et le dernier A Reality Tour publié en 2010. 
Parallèlement à sa collaboration avec David Bowie, Mike Garson a travaillé avec Nine Inch Nails, The Smashing Pumpkins, The Dillinger Escape Plan, No Doubt et Herbie Hancock. Il a entre autres rejoint le groupe de jazz Free Flight, formé en 1980, y remplaçant le pianiste originel Mitch Leviev à partir de 1984 sur l'album Beyond The Clouds. L'album suivant du groupe, Illuminations, publié en 1986, a été produit par Stanley Clarke, qui joue également sur trois morceaux. Free Flight a aussi eu parmi ses musiciens le flûtiste Jim Walker. 
Mike a récemment été invité par le chanteur français Raphaël à participer à ses derniers concerts acoustiques à Lausanne, à Bruxelles et au théâtre du Châtelet à Paris, pour clore sa tournée.
Mike Garson joue principalement sur des claviers Kurzweil Music Systems, notamment les modèles K2600X, K2661, KSP8 et PC2X. 
À partir de 1979 avec son premier Avant Garson, Mike a publié 17 albums solo surtout inspirés par le jazz. En 2011, il publie l'album The Bowie Variations For Piano, en format HDCD, où il reprend seul au piano des chansons de David Bowie en version instrumentale. Il a aussi collaboré avec d'autres musiciens de jazz dont Paul Horn, Stan Getz et Joe Farrell. 
Mike a aussi travaillé avec Billy Corgan, chanteur et guitariste du groupe américain Smashing Pumpkins, sur une musique de film. Intitulé Stigmata (Music From The MGM Motion Picture Soundtrack), l'album inclut des pièces de David Bowie : The Pretty Things Are Going To Hell, Afro Celt Sound System, avec une autre chantée par Sinéad O'Connor Release, Björk, Massive Attack, et Natalie Imbruglia. Tout le reste de l'album, plus d'une vingtaine de morceaux, est constitué de musique jouée par Mike Garson et Billy Corgan.

## Discographie

### Brethren
- 1971 : Moment of Truth

### Bley/Peacock
- 1971 : Revenge: The Bigger The Love The Greater The Hate - Mike joue sur 2 chansons.

### Annette Peacock
- 1972 : I'm the One - Joue sur deux chansons. - Avec Paul Bley, Tom Cosgrove, Stu Woods, Rick Marotta, Airto Moreira, etc.

### David Bowie
- 1973 : Aladdin Sane
- 1973 : Pin Ups
- 1974 : Diamond Dogs
- 1974 : David Live
- 1975 : Young Americans
- 1983 : Ziggy Stardust: The Motion Picture
- 1993 : Black Tie White Noise
- 1993 : The Buddha of Suburbia
- 1995 : Santa Monica '72
- 1995 : Outside
- 1997 : Earthling
- 2000 : Bowie at the Beeb
- 2003 : Reality
- 2004 : 'hours...' - Réédition avec disque bonus.
- 2009 : VH1 Storytellers
- 2010 : A Reality Tour
- 2014 : Nothing Has Changed - The Very Best of Bowie
- 2015 : Five Years (1969-1973)
- 2016 : David Bowie - Who Can I Be Now? (1974-1976)
- 2018 : Glastonbury 2000
- 2020 : I'm Only Dancing: Soul Tour '74
- 2020 : Ouvrez Le Chien (Live Dallas '95)
- 2020 : No Trendy Réchauffé (Live Birmingham '95)
- 2021 : Look at the Moon! (Live Phoenix Festival '97)
- 2021 : Something in the Air (Live Paris '99)
- 2021 : David Bowie at the Kit Kat Klub (Live New York '99)

### Lulu
- 1976 : The Man Who Sold the World - Single - Reprise de David Bowie, qui coproduit avec Mick Ronson, Mike Garson est au piano.

### Stanley Clarke
- 1977 : I Wanna Play for You
- 1978 : Modern Man

### Solo
- 1979 : Avant Garson
- 1980 : The Music Of Richard Rodgers with Oscar Hammerstein II Played By Mike Garson
- 1982 : Jazzical
- 1986 : Serendipity
- 1989 : Remember Love
- 1990 : The Mystery Man
- 1990 : Oxnard Sessions, Vol.1
- 1992 : A Gershwin Fantasia
- 1992 : Oxnard Sessions, Vol.2
- 1998 : Now! Music (Volume IV)
- 2000 : Homage to My Heroes
- 2008 : Conversations with My Family - DVD Bonus de 4 pièces.
- 2008 : Lost in Conversation
- 2008 : Mike Garson's Jazz Hat
- 2011 : The Bowie Variations For Piano - HDCD
- 2012 : Wild Out West
- 2015 : Symphonic Suite for Healing

### Autres musiciens de jazz
- 1980 : Live At Midem '80 - Avec Stan Getz et Paul Horn - Réédité en 1989.
- 1982 : Jazz Gala '80 - Avec Stan Getz, Paul Horn, Joe Farrell, Gayle Moran, Sugar Blue, Patrick Artero.
- 1985 : Reflections - Avec Jim Walker.
- 1988 : Sound Of Jazz - Avec Sugar Blue, Gayle Moran, Patrick Artero.
- 1991 : Admiration - Avec Los Gatos
- 1994 : Stan Getz & Colleagues
- 1999 : Stan Getz Is Jazz – Live by the Sea

### Jim Walker
- 1983 : Flight of the Dove
- 1983 : Reflections
- 1997 : Walker & Garson Play Gershwin
- 2000 : Tranquility
- 2007 : Jim Walker Plays the Music of Mike Garson

### Free Flight
- 1984 : Beyond The Clouds
- 1986 : Illumination - Avec Stanley Clarke sur 3 pièces, en plus de la production de l'album.
- 1987 : Take Five (All About Take Five) - Single - Avec Dave Brubeck et Paul Desmond, Mike joue sur une pièce.
- 1989 : Slice Of Life
- 1999 : Free Flight 2000

### Bandes originales
- 1999 : Stigmata (Music From The MGM Motion Picture Soundtrack) - Avec Billy Corgan.
- 2018 : Beside Bowie: The Mick Ronson Story The Soundtrack - Avec Bowie, Queen, Elton John, Ian Hunter, Joe Elliott.

### Nine Inch Nails
- 1999 : The Fragile - Mike piano sur 3 chansons.

### The Smashing Pumpkins
- 2000 : Machina/The Machines of God - Mike au piano sur une chanson.
- 2000 : Machina II/The Friends & Enemies of Modern Music

### Extended Plays Solo
- 2006 : Contemplation - 4 pièces seulement.
- 2006 : Part of the Whole - Idem.
- 2007 : Anxcity - Même chose que les 2 précédents.
- 2007 : Hope in Forgotten Places

### St Vincent
- 2007 : Marry Me - Grand piano sur tout l'album.

### Mr Averell
- 2013 : Gridlock